# Cepões (Viseu)
Cepões ist ein Ort und eine ehemalige Gemeinde (Freguesia) im portugiesischen Kreis Viseu. Die Gemeinde hatte 1287 Einwohner (Stand 30. Juni 2011).
Am 29. September 2013 wurden die Gemeinden Cepões und Barreiros zur neuen Gemeinde União das Freguesias de Barreiros e Cepões zusammengeschlossen. Cepões ist Sitz dieser neu gebildeten Gemeinde.